# Neoamphion triangulifer
Neoamphion triangulifer là một loài bọ cánh cứng trong họ Cerambycidae.